# John Donne
John Donne (asi 1571 – 31. března 1631) byl anglický básník a anglikánský kněz, hlavní představitel tzv. metafyzické poezie.

## Životopis
Narodil se v Londýně v katolické rodině velšského původu, jeho otec byl významný obchodník se železem. Zprvu byl vzděláván jezuity, posléze studoval na Oxfordu a na Cambridgi. Na studiích také konvertoval k protestantismu, protože katolíci tehdy v Anglii nemohli získat akademický titul. Poté studoval práva na různých londýnských školách. V době jeho studií práv zemřel jeho bratr Henry Donne, který se stal katolickým knězem, na dýmějový mor. John Donne začal pochybovat o katolické víře. V průběhu studií a po nich investoval Donne nemalý majetek zděděný po otci do žen, zábavy, literatury a cestování. Cíle jeho cest nejsou známy, ví se pouze, že navštívil kontinent a později spolu s Waltrem Raleighem a dalšími cestoval po Španělsku. Když se vrátil do Anglie, stal se tajemníkem sira Egertona, který tehdy byl Lordem strážcem pečeti (Lord Keeper of the Great Seal). V této funkci se zamiloval do Egertonovy sedmnáctileté (někde se uvádí čtrnáctileté či šestnáctileté) neteře, Anne Morové, se kterou se roku 1601 proti vůli Egertona i Annina otce tajně oženil. V důsledku toho byl na krátkou dobu uvězněn ve Fleetské věznici. Roku 1609 se ale se svým tchánem usmířil a dostal také věno své ženy. Roku 1602 byl Donne zvolen poslancem za volební obvod Brackley, nicméně tato funkce v té době nebyla placená, takže se jeho rodina musela spolehnout na své bohaté přátele. V této době měl Donne poměrně velký vliv, byl dokonce v kontaktu s králem Jakubem I., pro kterého napsal protikatolické polemiky Pseudo-Martyr (Falešný mučedník, 1610) a Ignatius his Conclave (1611). V té době už byl protestantem, jeho názor na katolickou církev byl velmi negativní. Král byl jeho spisy nadšen a navrhl mu, aby se stal anglikánským knězem. Stal se jím roku 1615. V roce 1617 zemřela jeho žena při porodu jejich dvanáctého dítěte. Roku 1618 se stal doktorem teologie a kaplanem vikomta z Doncasteru, který právě působil v Německu jako velvyslanec. Do Anglie se vrátil roku 1620. Roku 1621 se stal děkanem v katedrále sv. Pavla, čímž získal významnou a velmi dobře placenou pozici v anglikánské církvi. Tuto funkci vykonával až do své smrti. Získal pověst vynikajícího kazatele (dochovalo se 160 jeho kázání) a postupem času přibral další funkce: 1624 se stal vikářem chrámu St. Dunstan's-in-the-West, 1625 královským kaplanem krále Karla I. Zemřel 31. března 1631.

## Dílo
Donnovo básnické dílo bylo na dlouhou dobu téměř zapomenuto a znovu objeveno až ve dvacátém století, silně inspirovalo například T. S. Eliota. Jeho dílo zahrnuje sonety, náboženskou i milostnou poezii, epigramy, elegie, písně, překlady z latiny a další díla. Je ceněno zejména pro svou vysokou citovost a realističnost, pro živost jazyka a přímost metafory.
Jeho rané básně jsou kritické, poskytují realistický obraz alžbětinské společnosti, jejích problémů, korupce, nemocí, moru a špíny, další skupina raných básní je milostná, tvoří ji především elegie, pozoruhodné svou odvážností a neobvyklými metaforami (svlékání milenky v Elegii XIX je přirovnáváno k objevování Ameriky). Toto tvůrčí období reprezentuje básnická sbírka Písně a sonety (Songs and Sonnets, 1633).
Jeho pozdní básně jsou mnohem temnější a zbožnější, jeho raný skepticismus vůči církvi se mění ve víru v učení církve a bible, s přestupem do anglikánské církve přechází Donne také do náboženské literatury. Toto tvůrčí období reprezentují tzv. „svaté sonety“.
Donne často užívá složité metafory, jeho básně jsou racionální, intelektuální a přitom velmi citové a smyslové, kombinace smyslovosti a intelektuálnosti je hlavním znakem Donnova díla. Jeho díla jsou často cynická a ironická, vtipná a zábavná, užívá paradoxy, slovní hříčky, obvyklými tématy jsou láska, smrt a náboženství. Často je také zmiňováno Donnovo nepravidelné, střídavé a jakoby neuhlazené metrum, vzdálené od ostatní, metricky přísné klasicistní poezie.